# LSV Bonn
Der Luftwaffensportverein Bonn war ein Sportverein im deutschen Reich mit Sitz in der heutigen Großstadt Bonn in Nordrhein-Westfalen.

## Geschichte
Die Fußball-Mannschaft stieg zur Saison 1942/43 aus der Bezirksliga in die Gauliga Köln-Aachen auf. Am Ende der Saison belegte die Mannschaft mit 9:27 Punkten den 10. und damit letzten Platz der Tabelle. Dadurch, dass zur nächsten Saison von den verbleibenden Vereinen mehrere Kriegsspielgemeinschaften gebildet wurden, musste kein Verein am Ende der Saison absteigen. In der Saison 1943/44 zog sich der Verein aber dann schließlich nach nur einem gespielten Spiel aus der Liga zurück. Nach dem Ende des Zweiten Weltkriegs wurde der Verein dann auch aufgelöst.